# مصونیت قضایی
مصونیت قضایی یکی از انواع مصونیت قانونی و سبب‌های معافیت از مجازات است که بر اساس آن تمامی گفته‌ها و نوشته‌های افراد در مراجع قضایی، که برای اثبات حقانیت یا دفاع از خود یا دیگری یا تلاش برای کشف حقیقت، ارائه می‌شوند مصون از تعقیب و مجازات است. پس اگر این رفتارها جرم محسوب شوند، قابل رسیدگی و کیفر نیستند. برای مثال اگر شخصی عمل مجرمانه‌ای را در دادگاه مرتکب شود؛ مثلاً دیگری را به ارتکاب جرم متهم کند یا مطالبی اظهار کند که توهین‌آمیز باشد به این عنوان نمی‌توان وی را مورد تعقیب قرار داد. مشروط به اینکه این افعال در ارتباط با موضوع دادگاه و ماهیت دعوا، و بدون تعمد برای انجام جرم باشد.
مبنای وضع این مصونیت تسهیل کار دادرسی و فراهم کردن امکان حصول واقع و تکمیل علم برای دادرس است که برای فراهم‌آیی آن بایستی آزادی و امنیت حاضران در دادگاه در ارائهٔ نظرات و مشاهدات خود تضمین شود. این مصونیت شامل تمامی اصحاب دعوا، کارشناسان و شاهدان می‌شود و برخی حقوق‌دانان معتقدند بایستی وکلای دادگستری را نیز مشمول این مصونیت دانست.
واژهٔ مصونیت قضایی گاه در اشاره به انواع دیگر مصونیت مانند مصونیت از تعرض قضات که بر اساس آن قضات تا زمان سلب مصونیت توسط دادگاه انتظامی قضات از تعقیب کیفری معافند یا تمامی انواع مصونیت قانونی نیز استفاده می‌شود.